# Батман: Шепот
„Батман: Шепот“ (на английски: Batman: Hush) е американски анимационен супергеройски филм от 2019 г., включващ героя на „Ди Си Комикс“ Батман и е свободно базиран на едноименния комикс от 2002 г. Той е 13-ият филм на  DC Animated Movie Universe и е 35-ият филм DC Universe Animated Original Movies.
В България филмът е достъпен в HBO Max.
Филмът е излъчен по Би Ти Ви Екшън с български войсоувър дублаж на Медиа Линк.